# Califfato ottomano
Il califfato ottomano nacque con l'assunzione del titolo di califfo da parte del sultano ottomano nel 1517 e perdurò fino al 1924.
Il titolo ufficiale si ritrova però per la prima volta in documenti scritti nel 1774 relativamente a Abdülhamid I in occasione del trattato internazionale di Küçük Qaynarce ("Piccola fonte calda"), firmato tra l'impero ottomano e la Russia, nel quale il sultano si autodefiniva "califfo" dei musulmani. Se è vero che la maggioranza della dottrina islamica (ma non l'unanimità) aveva sempre indicato come condizione preferenziale l'appartenenza del califfo alla stirpe araba se non proprio quella alla tribù dei Quraysh cui era appartenuto il profeta Muhammad, di fatto, a seguito della Campagna di Selim I Yavuz il mondo arabo sunnita era stato ridotto all'obbedienza ottomana, ricreando in qualche misura l'unità della Umma islamica. La mancanza d'opposizione dei "dotti" ( ʿulamāʾ ), legittimò anche "di diritto", i Turchi ottomani all'uso di una simile titolatura.
Il califfato ottomano, era un titolo meramente spirituale, distinto dal politico e militare "sultanato": al termine della prima guerra mondiale ebbe fine il sultanato della dinastia ottomana, mentre, il califfato ne seguì la sorte solo nel 1924, per volere d'un Congresso convocato dal generale Mustafà Kemal Pascià, detto Atatürk, diventato Presidente della Turchia repubblicana.